# Aurora Borealis Express
El Aurora Borealis Express es un tren expreso nocturno que opera entre Helsinki y Kolari en Finlandia. El tren viaja a través de muchas ciudades y pueblos importantes de Finlandia y se detiene en la mayoría de ellos. La distancia total es un poco menos de 1000 kilómetros y tiene una duración de 14 horas y media a 16 horas, según la dirección y la temporada. El servicio es bidireccional, con un tren correspondiente operando hacia el sur por la misma ruta.

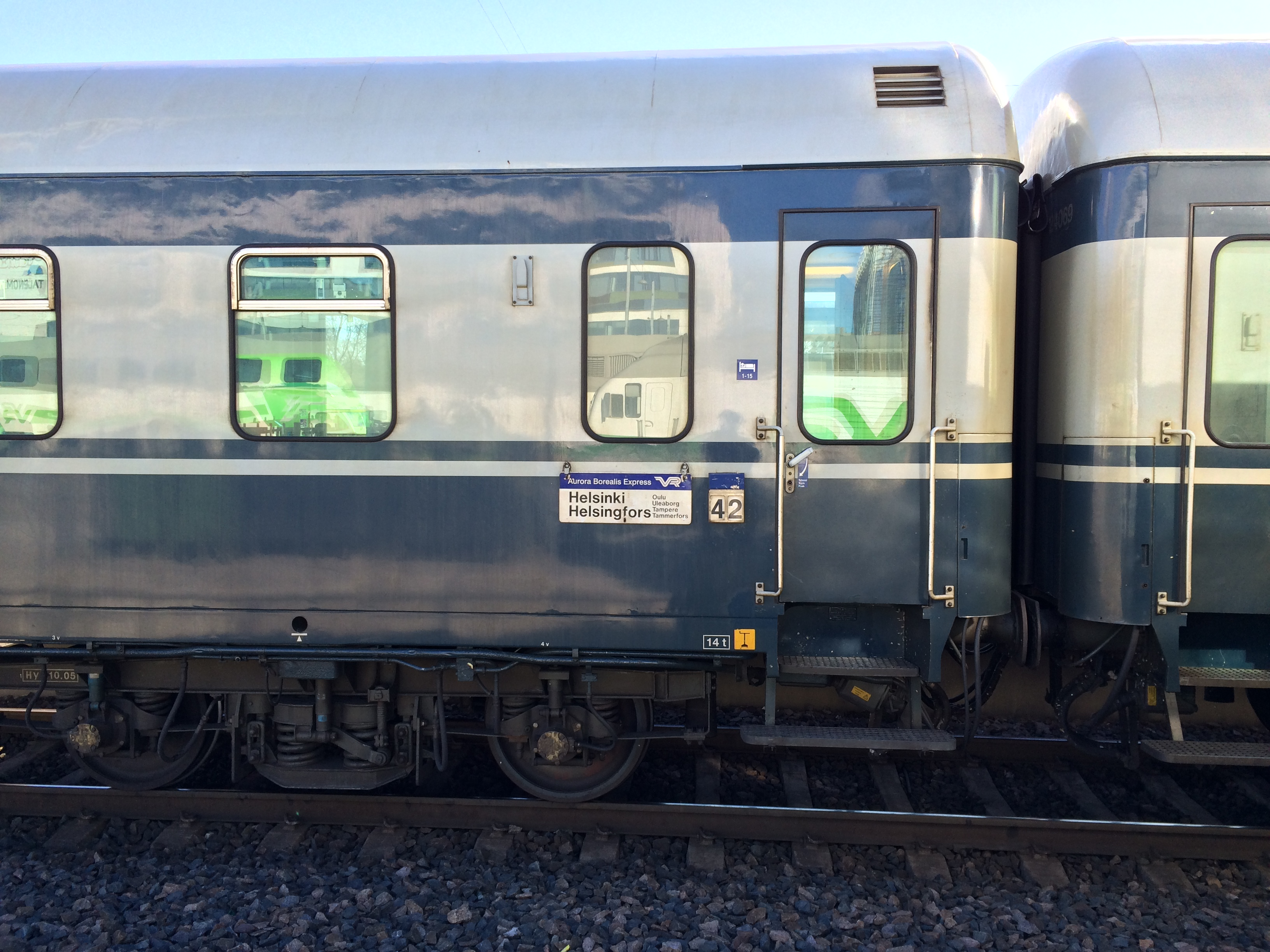
Coches cama en el tren.

El tren consiste de siete a diez vagones dormitorio, dos vagones de asientos abiertos y un vagón restaurante. Los tipos de coches son coches azules más antiguos, que hoy en día rara vez se usan en Finlandia. Se agregan algunos vagones portacoches al final del tren para transportar coches.
En la última distancia de Oulu a Kolari, la locomotora eléctrica se cambia por una locomotora diésel, ya que la línea ferroviaria a Kolari no está electrificada.
El tren viaja hacia el norte y hacia el sur en diferentes días de la semana, según la época del año. La demanda de pasajeros es variable y algo estacional.